# Listen Like Thieves
Listen Like Thieves è il quinto album discografico del gruppo musicale rock australiano INXS, pubblicato nel 1985. Fu anticipato dal singolo What You Need.

## Tracce
1. What You Need – 3:35
2. Listen Like Thieves – 3:47
3. Kiss the Dirt (Falling Down the Mountain) – 3:56
4. Shine Like It Does – 3:05
5. Good + Bad Times – 2:46
6. Biting Bullets – 2:49
7. This Time – 3:11
8. Three Sisters (Instrumental) – 2:27
9. Same Direction – 4:58
10. One x One – 3:05
11. Red Red Sun – 3:32

## Formazione
- Michael Hutchence - voce
- Tim Farriss - chitarra
- Kirk Pengilly - chitarra, sassofono, cori
- Andrew Farriss - chitarra, tastiere, armonica
- Garry Gary Beers - basso
- Jon Farriss - percussioni, batteria

## Classifiche
- Billboard 200 - #11